# Abadan (otok)
Abadan (perz. آبادان, poznat i kao Hezr) je otok u iranskoj pokrajini Huzestan. Njegove obale omeđene su Perzijskim zaljevom na jugu, Bahmanširom na istoku, Karunom na sjeveru, te Šat al-Arabom (Arvand-Rudom) na zapadu. Potonja rijeka također predstavlja iransko-iračku prirodnu granicu koja je usklađena Alžirskim sporazumom iz 1975. godine. Otok ima površinu od približno 500 km² i maksimalna nadmorska visina kreće se do 3,0 m. Najveće naselje na otoku je istoimeni grad Abadan u kojem je prema popisu stanovništva iz 2006. godine živjelo 217.988 ljudi. Ostala veća naselja su Horamšaher na sjeveru, te Monjuhi i Naher na jugozapadu.

## Poveznice
- Abadan
- Popis iranskih otoka